# 아파르트헤이트

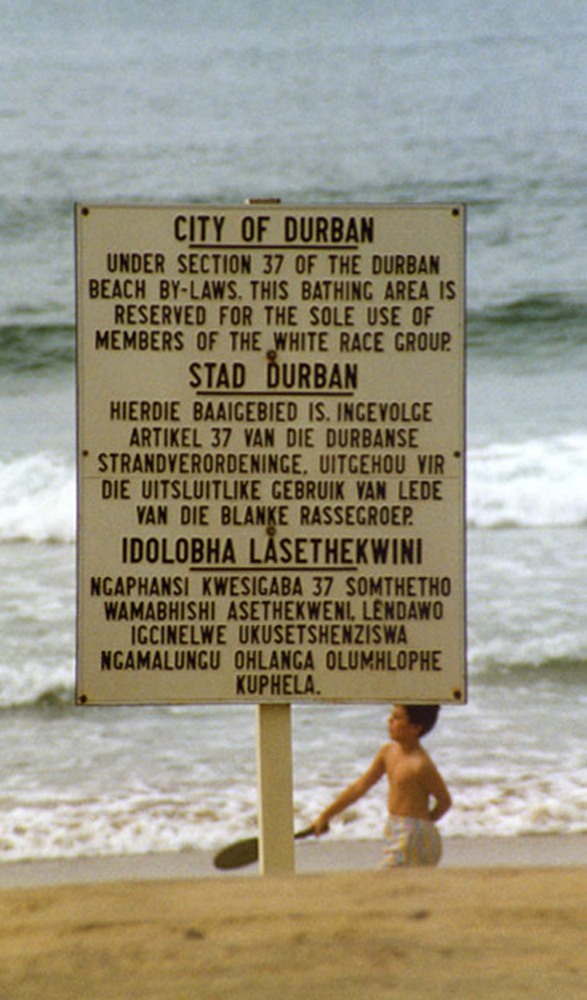
1989년 더반 해변의 영어, 아프리칸스어, 줄루어로 된 "백인종 집단의 구성원들만 사용할 수 있도록 예약되었습니다"라는 소 아파르트헤이트 표지판

아파르트헤이트(아프리칸스어: Apartheid)는 과거 남아프리카 공화국의 아프리카너 주도의 극우 국민당 정권에 의하여 1948년에 법률로 공식화된 인종분리 즉, 남아프리카 공화국 백인정권의 유색인종에 대한 차별 정책을 말한다. 1990년부터 1993년까지 벌인 남아프리카 공화국 백인 정부, 흑인 대표인 아프리카 민족회의와 넬슨 만델라 간의 협상 끝에 급속히 해체되기 시작했고, 민주적 선거에 의해 남아프리카 공화국 대통령으로 당선된 만델라가 1994년 4월 27일에 완전 폐지를 선언하였다.

## 개요
남아프리카 공화국의 비(非)백인에 대한 분리와 차별정책을 말한다. 1960년 독립 이래 소수파인 보어인과 영국계 백인이 아프리카너(Africaner)에 대한 절대적 지배와 국민당(國民黨：집권 백인 정당)의 영구집권 기도 과정에서 이론화·조직화·제도화되었다. 유색인에 대해서는 정치적 권리는 물론 거주·영업·교육 등 사회 전분야에 걸쳐 제약을 가하고 있는데, 1976년 아프리칸스어(Afrikaans：공용 네덜란드어) 교육 문제로 소웨토 행동위원회(ＳＡＣ)가 중심이 된 인종차별반대 흑인운동이 발생했고, 1978년 아자니아 인민조직(ＡＩＡＰＯ)이 이를 계승하였으나 백인정권의 탄압으로 강제 해산되었다. 소수 백인정권의 인종차별정책은 ＯＡＵ를 중심으로 한 급진·사회주의 주변국과 마찰을 일으켜 양측 사이에 무력충돌이 발생하는 등, 이 지역 정세불안의 주요 원인이 되어 왔다. 1974년 국제연합에서의 총회 의결권 박탈을 시작으로 한 국제기구와 ＥＣ제국·미국 등 서방진영에서의 대남아공 금수(禁輸)·제재 조치에도 불구하고 백인정권은 강경입장을 고수하여 오고 있으며, 1983년 흑인 이외의 유색인에 대해서는 투표권을 부여하는 내용을 골자로 한 개헌안이 국민투표에서 통과, 1984년 유색인종회의가 구성되었다. 그러나 제외된 흑인들의 파업·시위와 아프리카 민족회의의 무장항쟁은 더욱 가속되었고, 백인정부는 비상사태 선포와 동시에 대대적인 탄압을 가해 비극적인 유혈참사 사태가 일어났다.
- 집단지구법 (1950년)
  - 이 법률은 국토를 인종에 따라 특정 인종만 이용 및 거주할 수 있는 인종구역으로 나눈다. 이 법은 아파르트헤이트의 핵심법률로 간주되는데, 이 법률의 시행에 따라 인종별 정치적, 사회적 분리가 가능했기 때문이다.
- 반투자치법 (1951년)
  - 이 법률은 흑인들만의 분리된 정부를 규정했다. (반투스탄이라고 불리는 불모지 땅에 흑인들을 집단거주시키고, 남아공 국민으로서의 권리와 혜택을 완전히 박탈하여, 흑인 노동자를 외국인 근로자로 만들려는 의도로 시행되었다.)
- 불법거주금지법 (1951)
  - 이 법률은 정부가 대도시의 흑인 슬럼가를 합법적으로 철거하기 위한 법률이다.
- 건축원주노동자법 및 원주자징수법(1951)
  - 이 법률은 대도시(백인 지역)에 노동자로 합법 거주하는 흑인 노동자가 거주하는 집의 백인 건물소유주가 흑인 노동자로부터 세금을 징수하는 법률이다.
- 시설분리보존법 (1953년)
  - 이 법률은 서로 다른 인종이 같은 공공편의시설(식당, 수영장, 화장실 등)을 이용하는 것을 금지한다.
- 반투교육법 (1953)
  - 이 법률은 모든 흑인아동의 취학을 정부통제하에 둔다.
  - 아파르트헤이트 체제는 인종별 분리교육에 큰 중점을 두었다. 한 나라에 무려 인종별로 17개 이상의 분리된 교육시스템이 있었다. 흑인에게 제공되는 교육시스템은 백인, 컬러드, 인도인에게 제공되는 교육에 비하여 질이 낮았다.
- 반투도시지구법 (1954)
  - 이 법은 흑인인구의 대도시 이주를 삭감, 통제했다.
- 광산노동법 (1956)
  - 이 법은 고용에서 인종차별을 정형화시켰다.
- 흑인자치정부촉진법 (1958)
  - 이 법은 홈랜드 또는 반투스탄이라고 불리는 흑인집단거주지를 남아공에서 분리된 독립국가로 만들고, 흑인들에게 해당 홈랜드안에서 투표권을 부여한다는 내용이었다. 그러나 홈랜드가 사실상 독립한 후에도 경제적 자립이 불가능한 홈랜드에 남아공 정부는 강한 영향을 미쳤다. 국제사회는 홈랜드의 독립을 남아공에 의한 인종차별적 괴뢰국으로 보고 인정하지 않았다.
- 반투투자법인법 (1959)
  - 이 법은 홈랜드 내부에 고용을 창출하기 위한 법이다.
- 대학교육확장법 (1959)
  - 이 법은 대학을 흑인, 컬러드, 인도인 등 인종집단별로 분리시켰다.
- 천연자연이용법 (1967)
  - 이 법은 정부가 백인도시의 산업발전 대신 그러한 산업시설을 홈랜드 국경 근처에 옮기도록 한 법률이었다. 법률의 목적은 홈랜드의 흑인들이 홈랜드 근처에서 자리를 잡아 흑인의 노동력을 이용하고 홈랜드를 경제적으로 어느 정도 안정시키도록 하는 것이었다. 백인 소유의 기업과 자본들은 백인 도시외에서도 문제없이 수익을 벌어들일 수 있었기 때문에 가능했다. 이 법의 결과, 홈랜드에 바발레기, 템바, 마보파네, 가란쿠와, 음단차네, 만다데니등의 홈랜드 도시가 형성되었다.
- 홈랜드 시민권법 (1970)
  - 이 법은 홈랜드 거주 흑인들에게서 남아공 국민으로서의 모든 권리를 박탈하여 외국인으로 간주했다. 법률의 목적인 남아공에서 소수인 백인들이 흑인지구를 독립시킴으로써 인구 대비 우위를 견지하기 위한 책략이었다.
- 아프리칸스어 매개 법령 (1974)
  - 이 법령은 홈랜드 외에서 아프리칸스어와 영어의 사용을 50대 50대으로 균등하게 규정하는 법이다.

## 아파르트헤이트 시스템
아파르트헤이트 시스템은 남아공을 백인국가와 흑인국가로 완전 분리하는 것을 목표로 하는 대 아파르트헤이트와 국가내에서의 분리 및 차별을 가리키는 소 아파르트헤이트로 구분한다. 집권 국민당은 1980년대 들어 소 아파르트헤이트 정책을 폐지하기 시작했으나, 1990년대까지 대 아파르트헤이트 정책에 집착했다.

### 대 아파르트헤이트 (홈랜드 시스템)

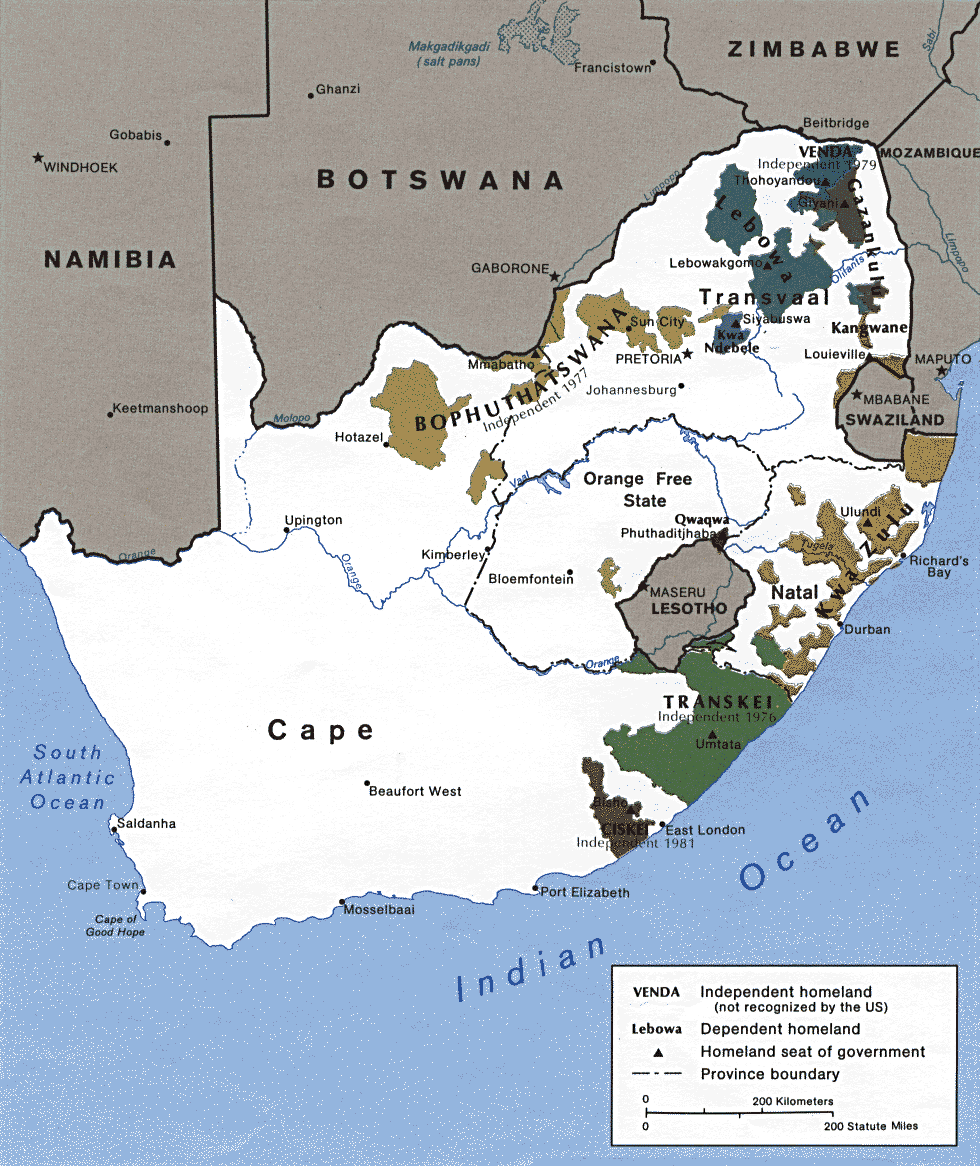
홈랜드의 위치

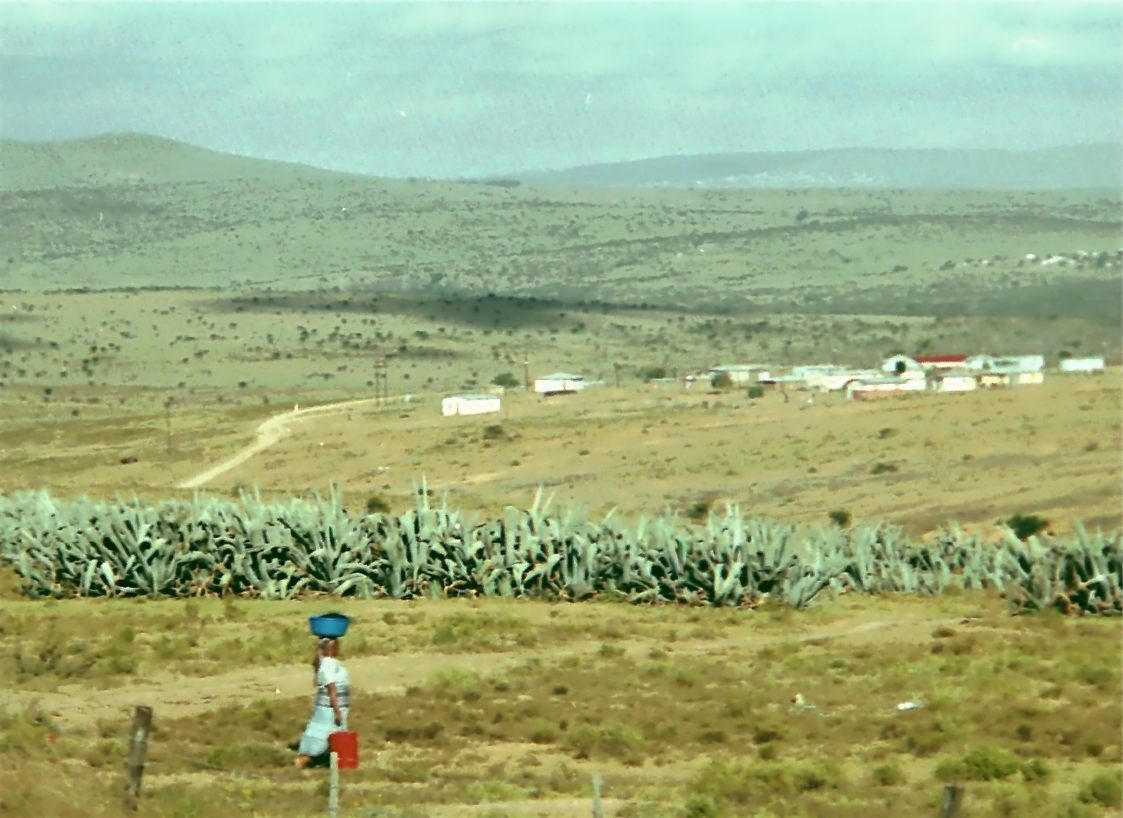
홈랜드(반투스탄)의 하나인 치스케이의 농촌지역

소위 분리발전정책은 베르부어드 박사가 1958년에 권력을 획득하게 되면서 시작되었다. 그는 분리발전의 초석으로서 홈랜드 시스템의 구축을 구상하게 된다. 베르부어드는 이 홈랜드들에 궁극적으로 독립을 부여하겠다고 생각하였다. 백인 남아공과 홈랜드의 산업시설과 반투투자법인이 홈랜드의 발전과 고용을 위해 추진되었다.

## 같이 보기
- 인종 차별
- 명예백인
- 요한 하인즈